# Frank Pavone
Frank Anthony Pavone (4 de fevereiro de 1959) é um padre laicizado católico romano americano e ativista pró-vida/anti-aborto. Ele é o Diretor Nacional de Priests for Life (PFL) e atua como presidente e Diretor Pastoral de seu projeto Rachel's Vineyard. Ele também é o Presidente do Conselho Nacional Religioso Pró-Vida, um grupo que agrega várias denominações cristãs anti-aborto, e atua como Diretor Pastoral da campanha Silent No More.